# 桑德斯莱本
桑德斯莱本（德語：Sandersleben，發音：[ˈzandɐsˌleːbn̩] ⓘ）是德国萨克森-安哈尔特州曼斯费尔德-南哈茨县曾经的一个市镇，面积18.22平方千米，2006年12月31日人口为1,988人。2010年1月1日，桑德斯莱本所属的维珀-艾讷管理共同体解散，其与另外9个成员市镇合并为新市镇阿恩施泰因。